# Lanceoppia ramsayi
Lanceoppia ramsayi är en kvalsterart som beskrevs av Hammer 1968. Lanceoppia ramsayi ingår i släktet Lanceoppia och familjen Oppiidae. Inga underarter finns listade i Catalogue of Life.